# 銀色のオリンシス
『銀色のオリンシス』（ぎんいろのオリンシス）は、2006年に放送された日本のテレビアニメ。
アニメ放送中の2006年12月に『電撃「マ）王』にて連載された雨宮ひとみ/著、平井久司/イラストのライトノベルが刊行され、小説・アニメを見ることで全貌が分かる仕組みになっていたが、ノベライズが打ち切りになってしまい、アニメとどう繋がるかは分からずじまいに終わった。なお2015年現在、電撃文庫公式サイトやカドカワストアに書籍情報が掲載されていないことから、事実上絶版になっている。

## ストーリー
舞台は月と地球がオリンシスシェルによって分断された世界。トキト・アイザワは、生きるためにズィルバーオリンシスに乗り込み、月から地球人類に襲いかかる敵を迎撃する。

## アニメの登場人物

### 主要人物
トキト・アイザワ
声 - 入野自由
ヨウスケ達ハンターグループの一員。若干気弱で戦闘を嫌うものの、場合によっては無茶もする。メカニック担当だが、メカ操縦のセンスもある。
性格は優柔不断。女性からの好意に鈍感な上に本当に追い詰められないと本気になれない部分があり、これが災いして後々にミスズの暴走を招いてしまう。
コウイチの子孫のため、ズィルバーオリンシスも操縦でき、デジャビュを感じていた。とある理由により、ミスズとは姉弟同然に育った。ジンの死・セレナとの別れなどを乗り越え、テアとともに人類抹殺を企てる執政官アルを止めるため月へ向かった。セレナの協力もありアルの暴走を食い止めるが、後始末のためオリンシス現象を止め、そのままテアと行方知れずとなる。
ノベライズが事実上絶版になっているため、最終話で行方不明となったトキトとテアのその後の動向は不明のまま終了した。
テア
声 - 名塚佳織
アーティ。トキトが偶然、町で出会った少女。半年前以前の記憶がなく、何とか覚えていたコウイチとトキトと重ね彼をコウイチと呼ぶ。彼女がオリンシスに乗り込むことにより、オリンシスは戦闘形態になる。また、体術もこなせる。トキト絡みのことでミスズからは一方的に避けられていたが、第5話で色々話し合い意気投合、お互い友人となり彼女をミスズ姉様と呼ぶようになった。
第6話でトキトを庇い大怪我を負い寝込んでいたが、第7話では回復し、記憶も取り戻す。さらに初めてトキトのことをトキトと呼び、パートナー兼恋人となった。そしてコウイチの真意と正体を見極めるためトキトと共に月を目指す。その中で執政官とミスズの駆るゴルトとの闘いで一時気絶するが、その時に今の執政官がコウイチではなくアルだということを思い出す。そしてアルを止めた後暴走したオリンシス現象を止めトキトと何処かへ飛ばされた。
ノベライズが事実上絶版になっているため、最終話で行方不明となったトキトとテアのその後の動向は不明のまま終了した。
セレナ
声 - 久川綾
アーティ。自称謎の美女。オリンシスについて色々調べており、トキト達と同行する。実は本編100年後の未来から来たテアで、トキト達に起こることを知っていた。その証に彼女もテアと同じブローチを身に付けている（最終話で、アルからテアがトキトをかばった際に出来た傷があるブローチを身につけていることが、未来のテアの証）。未来を変えないように極力介入を避けていたが、ジンが死ぬ運命を見かねてジンをスタンガンで気絶させ助けようとする。だが、結局それは叶わなかった。
彼女自身も巨大ロボットシュヴァルツに乗り込み闘うが、本人もアーティだけあり生身で中型級のガーデナーを倒せるほどの戦闘能力と回復力を持ち、変身能力(本来の自分に戻ったとも言えるが)も使える（流石に声紋までは変えられない）など普通の人間を超越した闘い振りを見せる。テアの替わりにズィルバーに乗り込むことも可能で、その時の動きはテア以上にシックリ来るとトキトに言わせるほど。ジンを助けられなかったことで自分の使命を果たす覚悟を決め、トキトに憎まれ口と助言を残し、シュヴァルツと共にトキト達の前から去る。しかし、ヨウスケ達の窮地に現れ彼らの命を助け、ヨウスケ達をトキト達のいる月に向かうよう導く。そして自分はトキト達が帰って来られるよう、軌道エレベーターを防衛する。最終話でトキトに敗北したアルを優しく抱きしめながら、オリンシス現象に飲み込まれていった。
ノベライズが事実上絶版になっているため、その後の動向は不明のまま終了した。

### ヨウスケグループメンバー
ミスズ
声 - 神田朱未
ハンターグループの一員でトキトの幼馴染み。怒りっぽいが、トキトに対して恋愛感情を持っている。そのため、テアがトキトに引っ付くことを良く思っておらず、彼女に対して対抗心を燃やしていた。だが、テアがトキトに対して真剣なこと、そしてアイリと自分を庇うのを見て和解した。その後は友人関係になり、テアにミスズ姉様と呼ばれることとなる。だが戦闘が激しくなるにつれ、トキトの負担が大きくなることに不安を覚え、自分自身もトキトのために何も出来ないことに苦しむようになる。そのため、トキトと共に戦いから逃げようとしたが、トキトは戦いとテアを選び月に向かってしまう。
ミスズは自分を置いて月へ向かったトキトと、トキトを一連の闘いに捲き込んだテアを憎みながらも追い駆けるが、そこでボルフと鉢合わせをし、彼の提案を飲み月へ向かう。そして、執政官アルに言い包められる形でゴルトのパイロットになった。ズィルバーに乗って現れたトキトとテアに激しい憎悪をぶつけ攻撃を仕掛けるが、その闘いの最中アルの目的がテアにあることを知り戦意を喪失、救助に現れたヨウスケに助けられる。その後ヨウスケらと共にトキトとテアが自分達の元へと帰ってくるのを待つのであった。
ヨウスケ
声 - 三浦祥朗
トキトたちハンターグループのリーダー。リーダーらしくしっかりした性格。ミスズのことが気になっているが、自分からは特に何も言わない。それでも、彼女に対しいろいろと気を使っていた。トキト達が月に向かったと知り、レジスタンスから抜けて彼らを追いかけ、ミスズがボルフに同行する折には彼女を引き止めると同時に自分の思いを伝えようとしたが、ミスズには届かなかった。（気持ちとしても肝心な言葉としても。）そして月にブライアンらと共に向かい木星艦隊と合流する。そしてTF-21を使いミスズを助けることに成功し、自分の気持ちを伝えた。
ジン
声 - 土田大
ヨウスケグループのムードメーカーで黙っていれば二枚目だが、とてもひょうきんで二枚目半になっている。トキトとは親友の間柄。セレナみたいなタイプが好みでモーションをかけていた。元々ジンは自分の将来に対して醒めていたが、セレナに出会い彼女のために戦うことを選ぶ。だが、その矢先にボルフの攻撃からズィルバーを庇い致命傷を負う。最後はセレナに「付き合っている奴はいるのか?」と聞き死亡。
アイリ
声 - 折笠富美子
ヨウスケグループのマスコット的存在。ヨウスケグループの裏方係で、女の子ながらヨウスケと一緒に交渉したりもする。まだ幼いが姉御肌でブライアンとは馬が合う。裏方業を多くこなしているためか、かなり判断能力は高く周りに的確な指示を出していた。
ブライアン
声 - 古川登志夫
本名ブライアン＝ノイベル。しかし愛称のブラちゃんで仲間内では通っている。長身で年長者だが一言多く、若干デリカシーに欠けるところがあるが、基本的に気さくな人物で、ヨウスケ達やアイリとは仲良し。だが本来のブライアンは冷静沈着で場合によっては力ずくの行動を取ることもある。執政官アルの副官ボルフとは木星圏士官学校以来の親友であり階級は中尉。そして本編開始より50年前、軍から執政官への偵察任務をボルフと共に受けていたが、オリンシス現象に捲き込まれ今の時間軸に飛ばされてきた。
どういった経緯でヨウスケのグループにいるかは謎であるが、自分を月に勧誘しようとするボルフに対し拒絶するためイモむき係のブラちゃんと返したように、今はボルフよりもヨウスケ達の方を仲間と認めている。結果的にジンを殺したボルフに対して激昂したり、セレナに対し怒りを向けることもあった。また部下に対しても気の良い人物であり、50年前の後輩トーマス（階級は今のトーマスの方が遥かに高い）に慕われるほど。最終話にて人類抹殺の指令を出そうとしている衛星を破壊するためボルフと同行、その時お互いのわだかまりを捨て和解する。全てが終わった後はボルフの死を見取り皆の元へ帰っていった。

### 月
執政官アル
声 - 鈴村健一
アーティ。月を支配している名称不明の執政官。第6話で偽りの名アイザワ・コウイチを名乗る。見かけはトキトと同じくらいで容姿も似ている。地球緑化のためガーデナーに人間を襲わせていた。ズィルバーオリンシスの同型機ゴルトのパイロット。人間に対しては副官のボルフにすら冷徹に振舞うのだが、テアが大怪我を負った時に叫ぶなど、テアのことは大事に思っている（今までガーデナーやゴルトを使った大規模な攻撃をしなかったのはテアを捲き込みたくなかったから）。ボルフが連れてきたミスズを言い含め、ゴルトツヴァイ形態のために利用する。
正体はテアの兄。1000年前テアに愛してもらいたかったが故に彼女が好意を抱いていたコウイチを殺し、コウイチに成りすました。だがそんな身勝手さ、そして何の関係もないミスズを巻き込み、利用し、傷つけたことに激怒したトキトに敗れ去ってしまう。最後はセレナに抱かれながらオリンシス現象に飲み込まれていった。
ボルフ
声 - 松野太紀
執政官の部下。元々ブライアン同様軍人で、彼とは親友だった。今では軍を抜け、執政官に忠誠を誓っている。しかし執政官から全く信用されておらず、そのため執政官に認めてもらうために尽力していた。ガーデナーの改良や増産体制はボルフの手腕でなされた物である。高潔な人格ながら独善的な所があり、火星やエウロパに関しては覇権主義と断じ憤りを感じていた。そのため、執政官の地球緑化計画に賛同、親友であるブライアンを月の陣営に二度誘うが一度目は様子見で断られ、二度目は目的のために手段を選ばない彼らに対し嫌悪を感じたブライアンに拒絶される（その時銃口を向け力尽くでもブライアンを月に連れて行こうとした）。
そしてズィルバー奪取のため、トキトを殺そうとするが、ジンの乱入で阻止され、さらにジンを結果的に殺してしまったためにブライアンの怒りを買うこととなる。ブライアンへの遺恨晴らしと、ズィルバー・テア奪還のためミスズを月に連れて行くが、執政官が自分ではなくミスズをゴルトのパイロットに選んだこと、そしてもう用済みといわれたことに愕然とする。さらに執政官に攻撃を受けるが、被弾したYF-21をオリンシスシェル発生源に突っ込ませオリンシスシェルを破壊する。その後、木星艦隊に救助されたが既に手遅れで、最終話でブライアンに協力し死亡した。

### レジスタンス
ダラス
声 - 乃村健次
レジスタンスリーダー。執政官の意図が人類駆除と知り、彼と戦うため戦力を10年かけて集めていた。かなりの知恵者で、トキト達とレジスタンスメンバーの間に無意味な諍いを起こさせないようトキトにテアを引き渡す細工をした。流石にヨウスケ達は力尽くでも引き止めようとしたがそれも無駄に終わり、彼らの絆を羨ましく思いながら見送る。その後は軌道エレベーターを破壊しに行くが、セレナの登場で断念しトキト達に全てを託して見守ることにした。
ドミニク
声 - 三石琴乃
レジスタンスメンバー。医者でもある。
シュンノスケ
声 - 田中信夫
レジスタンスメンバー。老境に入った科学者でガーデナーの生態を研究している。

### 木星宇宙軍
トーマス
声 - 大川透
木星宇宙軍の提督でフルネームはトーマス＝ヤンセン。本編の時間軸では提督の地位につき月と執政官の監視をしていたが、50年前の少尉時代はブライアン等の後輩にあたり彼らにはいろいろ世話になった。

## 登場メカニック

### オリンシス
ズィルバーオリンシス
ズィルバー (Silber) とはドイツ語で銀色という意味がある。
ズィルバーオリンシス・ヌル
茶色で蚕状の形態。戦闘能力は無くズィルバーが大破すると自動的にこの姿に戻り自己修復をする。
ヌルとはドイツ語で0という意味。
ズィルバーオリンシス・アインス
ズィルバーオリンシス・ヌルをテアが召喚し乗り込むことにより、人型戦闘形態のズィルバーオリンシス・アインスとなる。カラーリングはヌルと同じく茶色。
アインスとはドイツ語で1という意味。
ズィルバーオリンシス・ツヴァイ
ズィルバーオリンシス・アインスにさらにトキトが乗り込むことによってこの形態となる。カラーリングが銀色になりさらに強力な機体になる。武器はオリンシス現象を引き起こし次元流に敵を捲き込み破壊するオリンシスエフェクトに腕部装備としてビームソードが出せ、フォースフィールドも貼れる。しかしズィルバーのダメージがテアにも伝わってしまうため長期戦は不向き。
ツヴァイとはドイツ語で2という意味。
- メインパイロット：トキト / サブパイロット：テア、セレナ

シュヴァルツ
セレナの乗り込む巨大ロボットで正式名称シュヴァルツ・オリンシス。ズィルバー、ゴルドの二対とは異なり、セレナ単独でもツヴァイ状態になれるが、最終話でセレナがゴルドに乗り移った際に一瞬だけアインス状態が確認されている。圧倒的な戦闘力を持ち、他の二対を凌駕する謎の機体。主に格闘戦を得意とし武器の類は使用しない。その正体はズィルバーオリンシスだった。
シュヴァルツとはドイツ語で黒という意味。
- メインパイロット：セレナ

ゴルトオリンシス
ゴルトとはドイツ語で金色という意味がある。
オリンシスマシン。執政官ことアルがパイロットを勤める。ズィルバーと対になる機体。ただし、トキトとテアが操るズィルバーと違い執政官のみが操るため、アインス状態までしか力を発揮できない。搭乗者が二人乗って初めて真の力を発揮する。しかしアル曰くガーデナーの王と付くだけのことはあり、アインス状態ですら能力はズィルバー・ツヴァイ以上。そしてミスズが乗りこむことによりゴルトオリンシスツヴァイに進化を遂げる。
ただし、最終話ではズィルバーに完全に圧倒されており、これまでの無敵っぷりが嘘のようである。これはゴルドのパイロットであるミスズがアルに利用されているだけなのに対して、ズィルバーのパイロットであるトキトとテアは強い絆で結ばれており、この両者の「想い」の違いが両機の性能に大きな差を生み出している物だと思われる。ただし、アル一人のアインスでもかなり粘っていたことも追記しておく。
- メインパイロット：ミスズ、アル / サブパイロット：アル

### その他
ガーデナー
月から来る無人の戦闘兵器で生物状の形状をしている、本来の目的は地球環境の回復とテアの捜索。その破片などは成長して草木になる。人類に対し攻撃するのは害虫駆除の類でしかない。
クロウラー
陸上ビーグルでガーデナーの残骸から製造する。8個のホイールを縦横無尽に駆動させ、登板性能なども高い。トキトが整備を担当。ヨウスケ達専用のクロウラーが存在する。
ヨウスケ機 - カマキリ状の刃を装備。
ミスズ機 - ハンマーを装備。
ジン機 - 高くジャンプでき、短時間だったら飛行も可能。ズィルバーを庇った際大破した。
ブライアン機 - カノン砲を装備。
YF-21
木星圏で使われる小型宇宙戦闘機。

## 作中世界
作中の地球では文明がついえ、暗黒時代が訪れたことになっている。トキトとテアが見た、文明が存在していた頃に作られたと思われる映像には、国際連合旗に酷似した旗が登場している。

## 用語
オリンシス現象
25世紀半ばから、太陽系に発生した現象。主に時間の歪みを発生させるものだが、そこからエネルギーを汲み出すことも可能。発生には知性体の意思が関与しているらしいが、その原理は不明。そのため、完全に制御することも不可能であり、人やものが過去や未来に飛ばされることもある。
オリンシスシェル
人工的な異常現象宙域。オリンシス現象が頻発する空間が、卵の殻のように地球と月を覆い尽くしている。そのため、外惑星からは地球－月間は封鎖された形となり、地球からも空には絶えず異常な空間の歪みが見えている状態となっている。ボルフ曰く執政官が地球を守る為に行なった処置らしい。
空への扉
この作品における軌道エレベータのこと。中米にあり、無数のガーデナーに護られている。
金の塔
月面に聳え立つ金色の巨大な塔。その先端部にはゴルドオリンシスが組み込まれている。
アーティ
アーティフィシャル・チャイルド(人工生命体)の略称。作中にはテア以外に3人が登場する。外見は人間に酷似しているが、身体機能は圧倒的に優れており、テロメアの再生機能を有しているため、半永久的な寿命を持つ。機動兵器オリンシスのマシンハートとなる。

## テレビアニメ
2006年10月から同年12月まで朝日放送やメ〜テレのほか、地方U局で放送された。また、AT-Xでも2か月遅れで放送された。前述されたとようにアニメ放送中の2006年12月に『電撃「マ）王』にて連載された雨宮ひとみ/著、平井久司/イラストのライトノベルとアニメを見ることで全貌が分かる仕組みになっていたが、ノベライズが打ち切りになってしまったことでアニメとどう繋がるかは分からずじまいに終わっている。
制作は東映アニメーション。東映初の全話グロス作品となった。

### 反響（アニメ）
最終話で行方不明となったトキトとテアのその後の動向、テアがセレナへの変身能力を得た過程、セレナが100年後から過去へ辿り着けた理由など数多くの伏線も全く回収されないままであった。このため全話を通して何一つ全貌が明らかにされず、1クールアニメとはいえ異例の結末となった。DVD第6巻の初回限定版のみ特典冊子『銀色のオリンシス 2577』では、わずか6ページのショートストーリーではあるが『TVアニメーション銀色のオリンシス外伝 Missing Colors 0』とされている。このショートストーリでのみ、アルが反逆を起こしてコウイチを名乗った経緯やテアが記憶を失って眠りにつくまでの様子を知ることができるが、序章部分で打ち切りになったライトノベルの最終話とも言えるシーンがショートストーリーとなっているため、全貌としては謎のままである。

### スタッフ
- 原作 - 東堂いづみ
- シリーズディレクター - 所勝美
- シリーズ構成・脚本 - 竹田裕一郎
- キャラクターデザイン - 平井久司
- オリンシスメカデザイン - 宮尾佳和、福地仁
- キャラクター総作画監督 - 真庭秀明
- ゲストメカデザイン・メカ総作画監督 - 島貫正弘
- 色彩設計 - 塚田劭
- 美術デザイン - 吉池隆司
- 編集 - 麻生芳弘
- オンライン編集 - TOVIC
- 音楽 - 菅野祐悟
- 音響効果 - 和田俊也
- プロデューサー - 植月幹夫、西本崇史、松井智、吉澤孝男
- 製作 - 銀色のオリンシス製作委員会（朝日放送、名古屋テレビ放送、ハピネット、東映アニメーション）

### 主題歌
オープニングテーマ「destiny」
作詞・歌 - CHiYO / 作曲 - 陶山隼 / 編曲 - HΛL
エンディングテーマ「さらば青春の日々」
作詞 - 上中丈弥 / 作曲・歌 - THEイナズマ戦隊 / 編曲 - 白井良明&THEイナズマ戦隊

### 各話リスト
| 話数 | サブタイトル | 絵コンテ   | 演出       | 作画監督                 | 美術監督 |
| ---- | ------------ | ---------- | ---------- | ------------------------ | -------- |
| 1    | 水色の再生   | 池田成     | 政木伸一   | 鷲円太 向山祐治 佐久間健 | 倉田憲一 |
| 2    | 茜色の旅立ち | 東海林真一 | 岡崎幸男   | 徳田夢之介               | 三宅正人 |
| 3    | 黒色の来訪者 | 桜井木の実 | 神原敏昭   | 桜井木の実               | 倉田憲一 |
| 4    | 灰色の戦場   | 高橋滋春   | 高橋滋春   | 小林ゆかり 小田裕康      | 三宅正人 |
| 5    | 緑色の迷宮   | 藤原良二   | 西山明樹彦 | 関口雅浩                 | 倉田憲一 |
| 6    | 金色の悪魔   | 池田成     | 山田徹     | 鷲円太                   | 三宅正人 |
| 7    | 赤色の絆     | 久米一成   | 久米一成   | 飯田宏義 久米一成        | 倉田憲一 |
| 8    | 涙色の決意   | 宇田鋼之介 | 新田義方   | 工藤柾輝                 | 三宅正人 |
| 9    | 哀色の墓標   | 江上潔     | 岡崎幸男   | 徳田夢之介               | 倉田憲一 |
| 10   | 鉛色の軌道   | 江上潔     | 高橋滋春   | 小林ゆかり 小田裕康      | 三宅正人 |
| 11   | 緋色の宇宙   | 藤原良二   | 西山明樹彦 | 関口雅浩                 | 倉田憲一 |
| 12   | 銀色の未来   | 所勝美     | 政木伸一   | 鷲円太                   | 三宅正人 |

### 放送局
| 放送地域   | 放送局       | 放送期間                      | 放送日時                     | 放送系列       | 備考             |
| ---------- | ------------ | ----------------------------- | ---------------------------- | -------------- | ---------------- |
| 埼玉県     | テレ玉       | 2006年10月6日 - 12月22日      | 金曜 1:30 - 2:00（木曜深夜） | 独立UHF局      |                  |
| 中京広域圏 | メ〜テレ     | 2006年10月6日 - 12月22日      | 金曜 2:43 - 3:13（木曜深夜） | テレビ朝日系列 | 製作委員会参加   |
| 近畿広域圏 | 朝日放送     | 2006年10月6日 - 12月22日      | 金曜 2:46 - 3:16（木曜深夜） | テレビ朝日系列 | 製作委員会参加   |
| 神奈川県   | テレビ神奈川 | 2006年10月9日 - 12月25日      | 月曜 22:25 - 22:55           | 独立UHF局      |                  |
| 東京都     | TOKYO MX     | 2006年10月11日 - 12月27日     | 水曜 2:00 - 2:30（火曜深夜） | 独立UHF局      |                  |
| 千葉県     | チバテレビ   | 2006年10月11日 - 12月27日     | 水曜 2:00 - 2:30（火曜深夜） | 独立UHF局      |                  |
| 日本全域   | AT-X         | 2006年12月1日 - 2007年2月16日 | 金曜 11:30 - 12:00           | CS放送         | リピート放送あり |

上記のほか、各インターネットサービスプロバイダや東映アニメBBプレミアムでも、作画を修正したディレクターズ・カット版が配信されていた。
| 朝日放送 金曜2:46 - 3:16（木曜深夜）枠 | 朝日放送 金曜2:46 - 3:16（木曜深夜）枠 | 朝日放送 金曜2:46 - 3:16（木曜深夜）枠 |
| 前番組                                 | 番組名                                 | 次番組                                 |
| -------------------------------------- | -------------------------------------- | -------------------------------------- |
| ガラスの艦隊                           | 銀色のオリンシス                       | （不明）                               |

## 小説
『電撃マ王』にて連載されていたが、単行本が1冊刊行されたのみで連載が滞っている。再開の目処も立っておらず、実質打ち切りとなっている。

### 小説の登場人物

#### 小説の主要人物
相沢航一（あいざわ こういち）
地球出身の主人公。15歳。「惑星開発環境事業団」の研修生として宙域航海船「キング・オブ・ミーメニア号」に搭乗していたが、航路上の空間に発生した謎の歪曲空間による異常事態に巻き込まれる。
アニメ本編で既に故人となっている「アイザワ・コウイチ」と同一人物と思われる。
テア
異世界に飛ばされた航一が発見した謎の少女。
航一に発見された時には眠っており、目覚めた時には一時彼を「アル兄様」と思い込んでしまっていた。不思議な力を持つが、素性は不明。

#### 研修生
春日みずほ（かすが みずほ）
航一の幼馴染。元は地球生まれだが、現在は月に移住しており、航一とは3年ぶりに再会を果たす。
世話焼きな性格で、セーラから航一との間柄をからかわれていた。
ツバル・ローラン
航一のルームメイト。華奢な体つきをしており、航一曰く「男なのに"儚げ"といった言葉が似合ってしまう」少年。
穏やかな性格で、航一との仲も良い。航一の気づかぬ間にセーラのボーイフレンドとなっていた。
レン・F・ハート
航一のルームメイト。黒い服に眼鏡をかけた寡黙な雰囲気を持つ少年で、航一に対しては敵意があるかのように、彼を監視しているような行動をとっている。
また、立入禁止区域に一人いるなど、謎の絶えない人物。
セーラ・ケルビン
みずほの友人で、火星宙域コロニー出身の13歳。ピンク色の髪をしている。
小柄だが、はっきりとした物言いをする性格で、初対面の航一に対しても「あたしのシュミじゃない」と言い捨てるほど。
行動力も高く、旅の初日からチェルシーにツバルのデータを調べさせ、見事彼のガールフレンドとなっている。
チェルシー
みずほの友人。敬語を使うおとなしげな雰囲気の少女。
ダック
航一が最近親しくなった別班の1つ年上の少年で、かすれた特徴のある声から「ダック」と呼ばれている。
好奇心旺盛で、航一と立入禁止区域の探索をしているが、これ以上マイナスポイントがつくとエウロパに強制送還されてしまいかねないほどの違反常習者。
不審な行動をとるレンを航一と共に追うが、空間歪曲の起きたことによる異変に巻き込まれる。

#### 異世界の住人
ロナ・クリスト
"谷（クナ）"の護り子（シスター）。女性ながら重火器を軽々と装備しており、「ファプター」というマシンを駆り、治安にあたっている。
赤ん坊の頃からクナの谷で唯一の修道院「メテオラーム」で育ち、孤児達の中では一番の古株。
勝気な性格で、やんちゃな孤児達に食って掛かることもしばしばある模様。戦闘能力は高いが、料理や裁縫は苦手としている。
航一とテアを発見し、メテオラームへ連れて来る。
リエセラ
メテオラームで暮らす護り子見習いの少女。正式な護り子となるために毎日大司教の元で勉強に励んでいる。
訳あって長時間外に居る事が出来ない。裁縫好き。
セダ・クリスト
メテオラームで暮らす孤児で、浅黒い肌に、顔中擦り傷だらけといういかにも活発な風貌の少年。
子供ゆえに生意気なところも多く、ロナに窘められている。
ルーエ・クリスト
メテオラームで暮らす少女。
ニウス・クリスト
メテオラームで暮らす丸眼鏡の少年。年の割にませた少年で、少々人を小馬鹿にしたような言動が多い。
そのせいか、セダからは反発されており、口喧嘩が絶えない。
第五代目ラー・クリスト（大司教）
メテオラームの代表を務める、黒いベールを被った老女。ロナ達からは「大司教様」と呼ばれている。

#### ブルネージュ財団
アリシア
シャワールームで航一が発見した謎の少女。銃の形をしたカメラを持っているなどその素性は不明。
探知用nチップ（ナノチップ）のついた自身の所持品を換気口から捨てたりと、何かから逃れようとしていたと思われるが、駆け付けたリューウィンらに発見され航一の元から去る。
リューウィン
アリシアの護衛官を務める長身の女性で、ブルネージュ財団の一員。ホログラフィ型の光学サングラスを身に着けており、無機質的な言動が多い。
航一に、アリシアとのことを忘れるよう告げ、そのためには手段を選ばないことを仄めかしている。

#### その他の人物
相沢一孝（あいざわ かずたか）
航一の父親で、世界的な宇宙工学者にして「O.S.S」と呼ばれる特待制度の提唱者。
10年前に木星圏で起こった「ゴッサマーリング事件」の首謀者とされており、現在は国際政府から「特級罪人候補」に指定されている。
己の研究に没頭するあまり家庭を顧みない人物であったらしく、航一と妻・ユウリを残して研究のために単独で地球を去っている。